# Jack Finey

Werbefoto von Jack Finey mit Unterschrift

Jack Finey, eigentlich Christiaan Schreuder (* 14. August 1920 in Amsterdam; † 19. Februar 2000 in Grândola, Portugal) war Ende der 1950er- bis 1960er-Jahre in Deutschland als niederländischer Sänger und Entertainer bekannt.

## Leben
Jack Finey wurde 1920 in Amsterdam geboren, wuchs in Curaçao auf und kehrte im Alter von 14 Jahren in die Niederlande zurück. In Deutschland wurde er bekannt durch Fernsehauftritte in Musiksendungen wie Musik aus Studio B, Sing und Swing, Schlager, Hits und Evergreens oder der Plattenküche.
1959 veröffentlichte er, begleitet von The Hansen-Boys und Girls und der Berlipp’s Band, das Lied Sie heißt Betty Bones, eine deutschsprachige Version des Songs Closer to the Bone von Louis Prima. Auf der B-Seite der Single war Die Geschichte von Stagger Lee, ein Folksong, der ursprünglich von Lloyd Price in englischer Sprache gesungen wurde.
Im Jahr 1960 trat er in der Filmkomödie Meine Nichte tut das nicht mit dem Schlager Schade um die Rosen auf.

## Diskografie (Auswahl)
- 1959: Sie heißt Betty Bones / Die Geschichte von Stagger Lee
- 1960: Schade um die Rosen / Piccola
- 1960: Das ist Fies Luise! / Genau[5]
- 1962: Du kleines Gör (In der Badewanne) / Boing[5]
- 1963 Jack Finey und Diane Burg: Die Kaltmamsell vom Grand-Hotel / Oh Baby, komm sofort nach Haus’![1]
- 1963: Evelyn / Aufmachen Mary
- 1967: Yes Tonight Josephine / Shake it Nelly Gray